# Росалес, Эдуардо
Эдуардо Росалес (исп. Eduardo Rosales Gallinas; 4 ноября 1836, Мадрид — 13 сентября 1873, Мадрид) — известный испанский живописец.

## Биография
Эдуардо Росалес родился 4 ноября 1836 года в Мадриде в семье скромного чиновника. Он был вторым сыном в семье. С детства увлёкался рисованием. Окончив в 1851 году школу Пиас-де-Сан-Антон, Эдуардо поступил в Королевскую академию изящных искусств Сан-Фернандо. Его преподавателем был Федерико Мадрасо.
В октябре 1857 года Эдуардо Росалес прибыл в Рим для продолжения образования за свой счёт и без официальной помощи, хотя позднее он смог получить и специальную стипендию. Эдуардо присоединился к группе испанских художников, которые встречались в кафе Antico Caffè Greco. Там он испытал влияние назарейцев. Однако через некоторое время художник отказался от их идей. Вскоре Росалес создал свою первую значительную работу — Товия и ангел. Затем живописец увлёкся другими темами. Он написал своё выдающееся произведение — картину Донна Изабелла Католическая диктующая свою волю. В настоящее время картина хранится в музее Прадо. Эту картину Росалес представил в 1867 году на Всемирной выставке в Париже, а затем вернулся в Рим. Здесь он получил телеграмму от своих друзей, ландшафтного архитектора Мартина Рико и художника Раймундо Мадрасо, которые сообщили ему о громком успехе. Показ картины в Париже оказался триумфальным. Автору досталась первая золотая медаль для иностранцев, также он был награждён орденом Почётного легиона.
В 1868 году Эдуардо женился на своей кузине Максимине Мартинес Педросе. В браке родились две дочери. Но выжила только одна из них, Карлота. В память о старшей, Элоисе, которая умерла в детстве, художник создал картину «Первые шаги».
Желая поправить здоровье (художник болел туберкулёзом) Росалес провёл сезон в Испании в Пантикосе. В 1869 году он окончательно переехал из Рима в Испанию и продолжил работу в Мадриде. Художника обескуражила жёсткая критика его картины «Смерть Лукреции» (1871). Потрясение оказалось настолько сильным, что он больше не брался за крупноформатные картины.
В 1872 году в поисках лучшего климата для ухудшающегося здоровья Росалес переехал в Мурсию. После провозглашения Первой Испанской республики ему предложили различные престижные должности. Росалес мог стать директором музея Прадо или Академии Испании в Риме. Однако из-за проблем со здоровьем он был вынужден отказаться.
Художник умер в своём доме в Мадриде, когда ему было всего тридцать шесть лет. Его похоронили на кладбище Сан-Мартин. Позднее останки перенесли в Пантеон Ассоциации испанских писателей и художников на кладбище Сан-Хусто.

## Главные работы
Росалес творил в разной технике (акварель, карандаш, масло). Его самые известные работы — полотна на исторические темы. Со временем живописец разработал собственную технику с рыхлым и сложным мазком. Критики признавали схожесть картин Росалеса и Диего Веласкеса.
- Товия и ангел, Прадо, Мадрид.
- Паскуччиа, Прадо, Мадрид.
- Ангел, Национальный музей изобразительных искусств, Монтевидео, Уругвай.
- Нена (1862), отмечена на Национальной выставке 1863 года, в частной коллекции.
- Донна Изабелла Католическая диктует свою волю, Прадо, первая медаль на Национальной выставке 1864 года. Самая известная работа художника, над которой он работал более полутора лет.
- Смерть Лукреции, Прадо, является второй по значимости работой автора. Над полотном он трудился три года. Представленное на выставке 1871 года, оно завоевало первую медаль.
- Донна Бланка де Наварра доставленная в Капталь-дель-Бух.
- Женщина выходящая из ванной, Прадо.
- Портрет скрипача Пинелли, Прадо.
- Портрет Кончиты Серрано, Дочери генерала Серрано. 1872. Прадо, Мадрид.

## Память
- В 1922 году на набережной Эдуардо Росалеса в Мадриде была торжественно открыта статуя в память о художнике. Скульптором выступил Матео Инурриа.
- В 1973 году в музее Прадо прошла первая масштабная выставка работ Росалеса, признанного одним из выдающихся испанских художников XIX века.

## Галерея

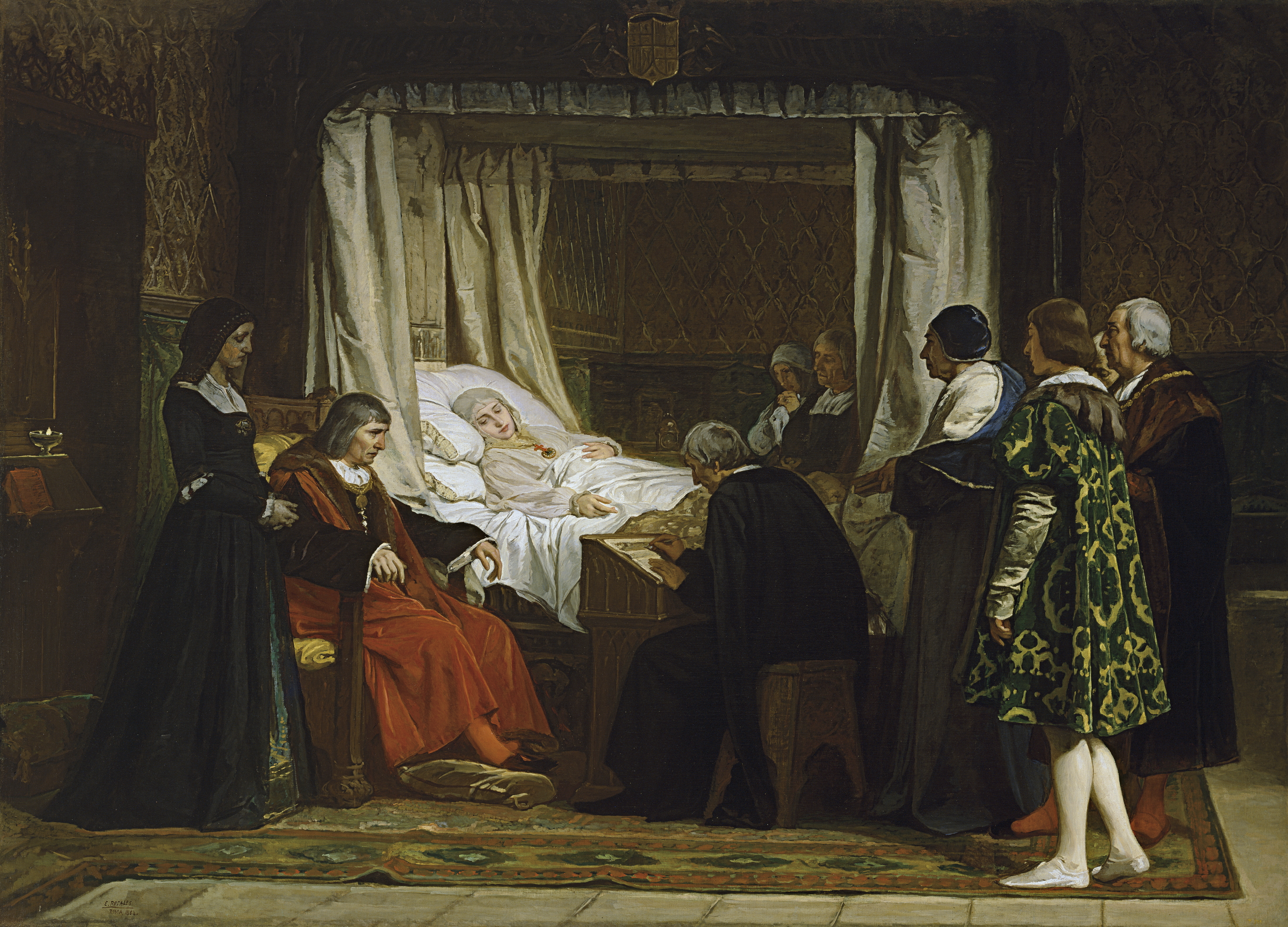
Донна Изабелла Католическая диктует свою волю. 1864. Прадо, Мадрид
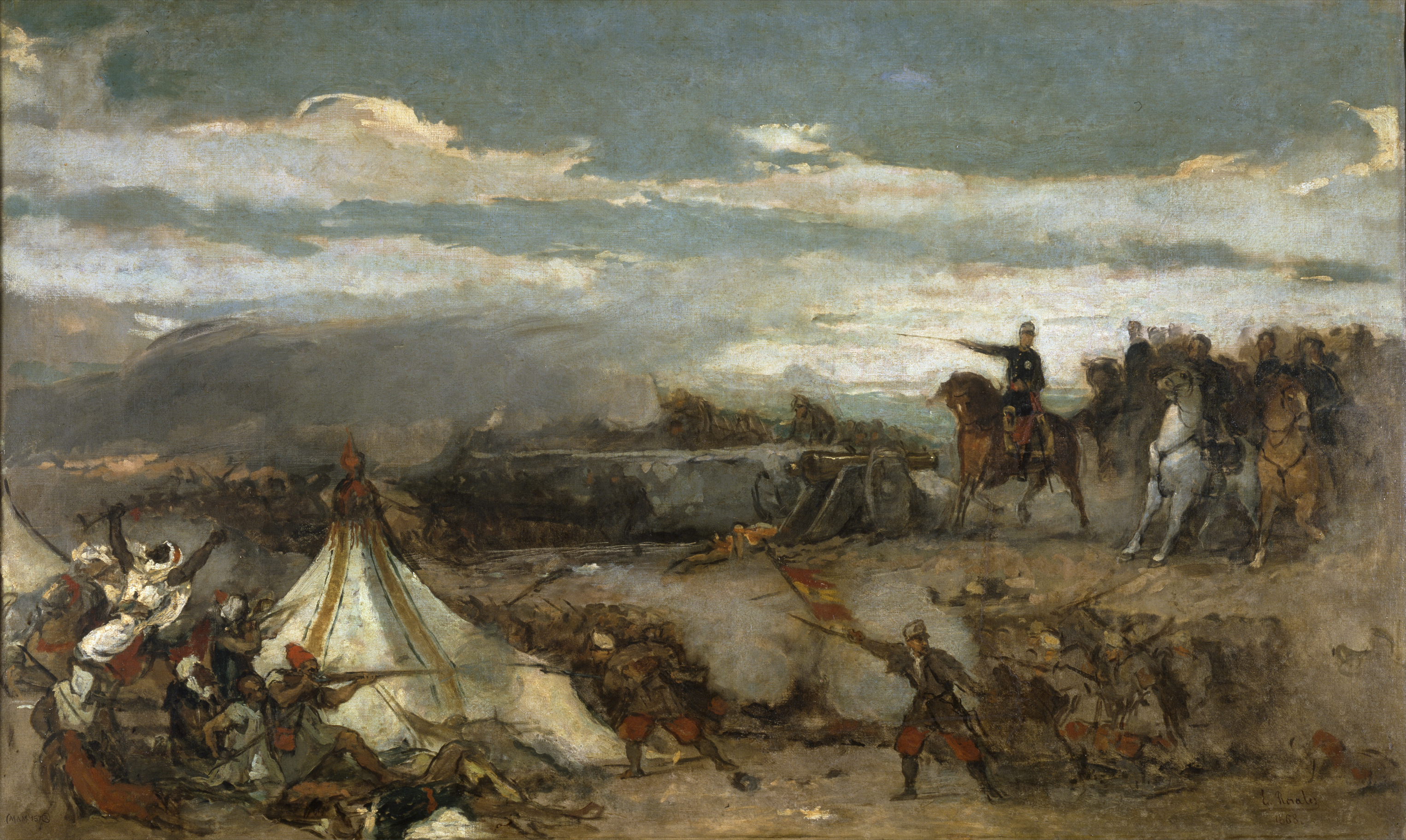
Эпизод Битвы за Тетуан. 1868. Прадо
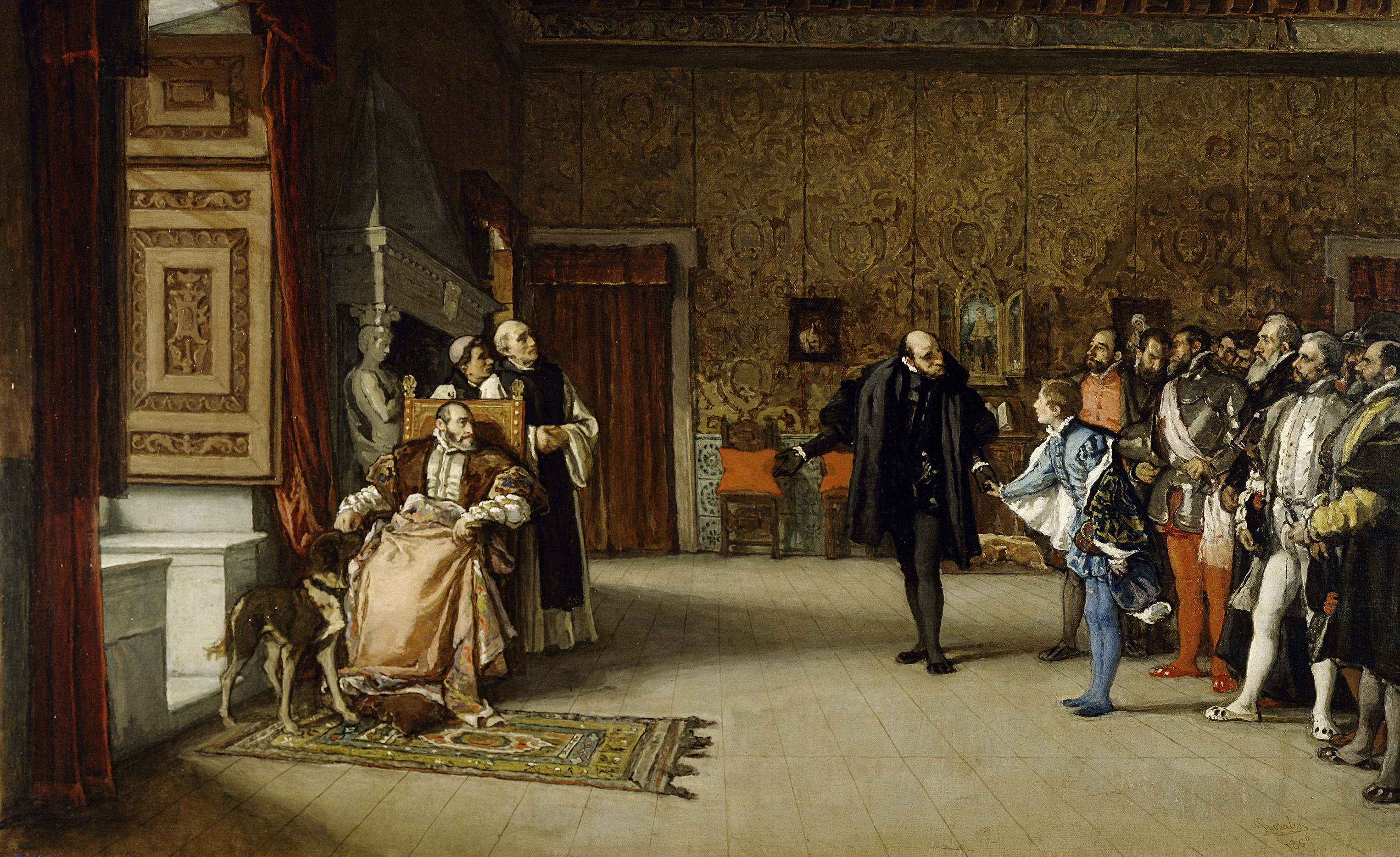
Встреча Хуана Австрийского и императора Карла V. 1869. Прадо
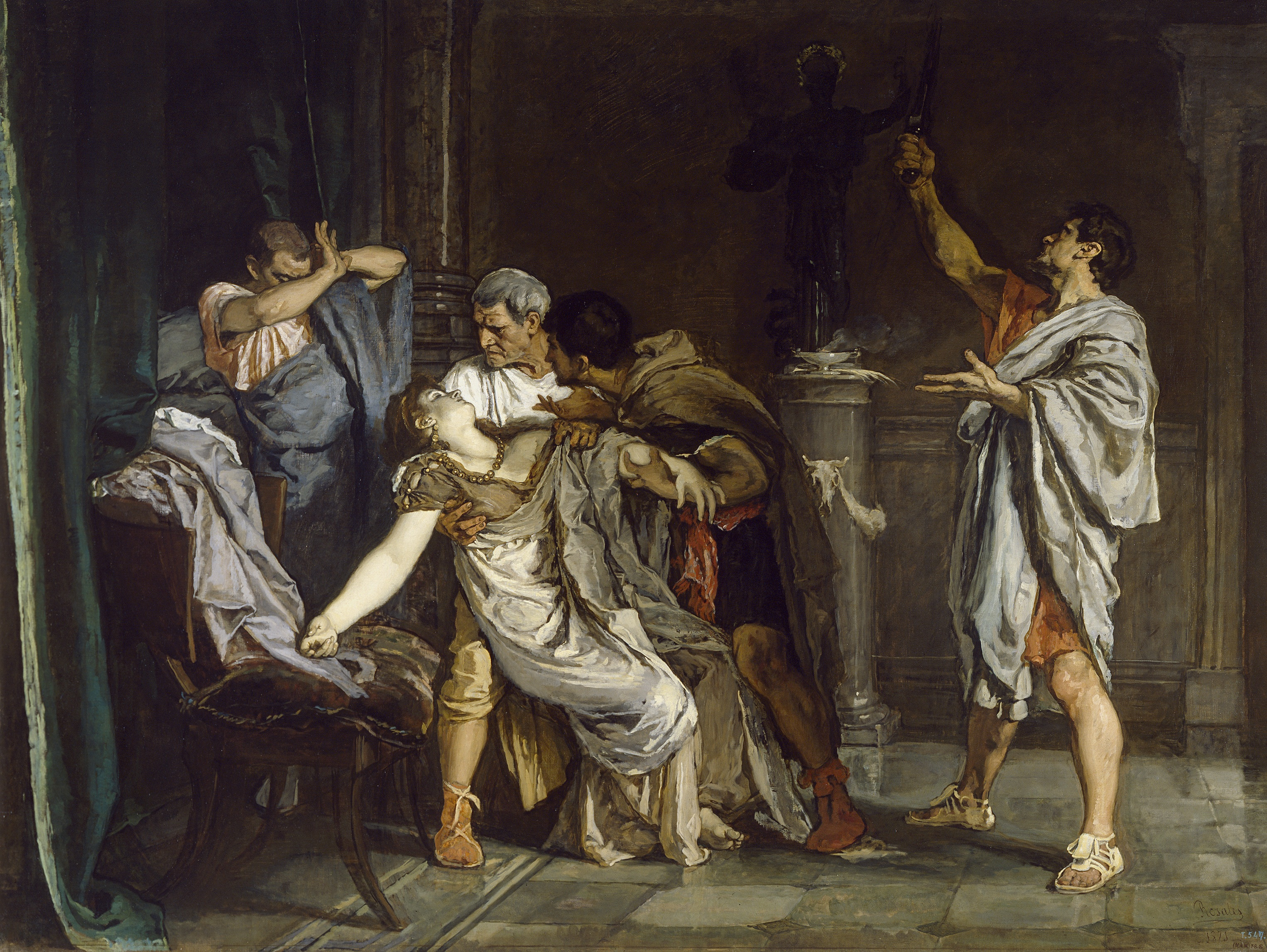
Смерть Лукреции. 1871. Прадо
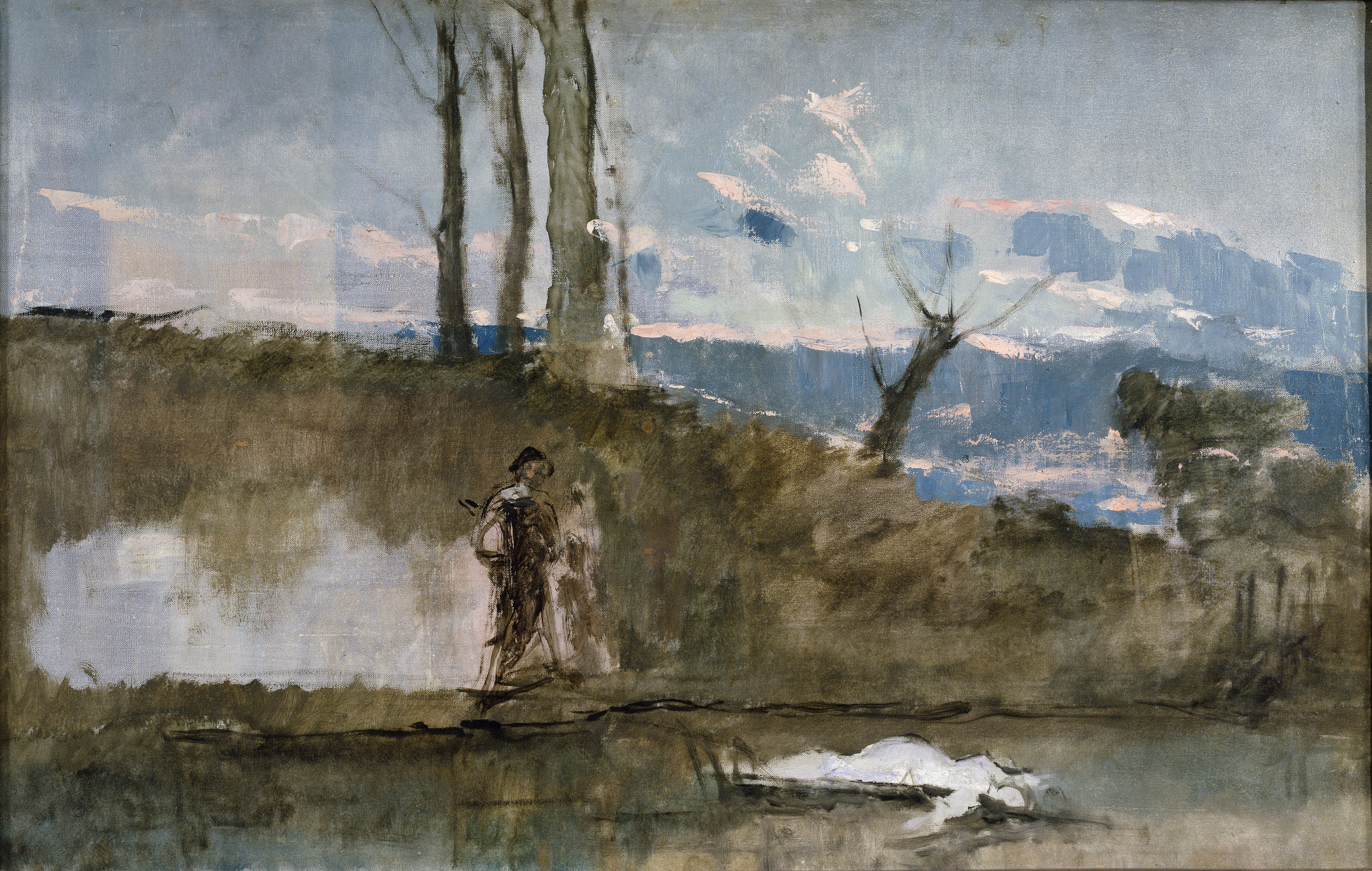
Офелия. 1860-1871. Прадо
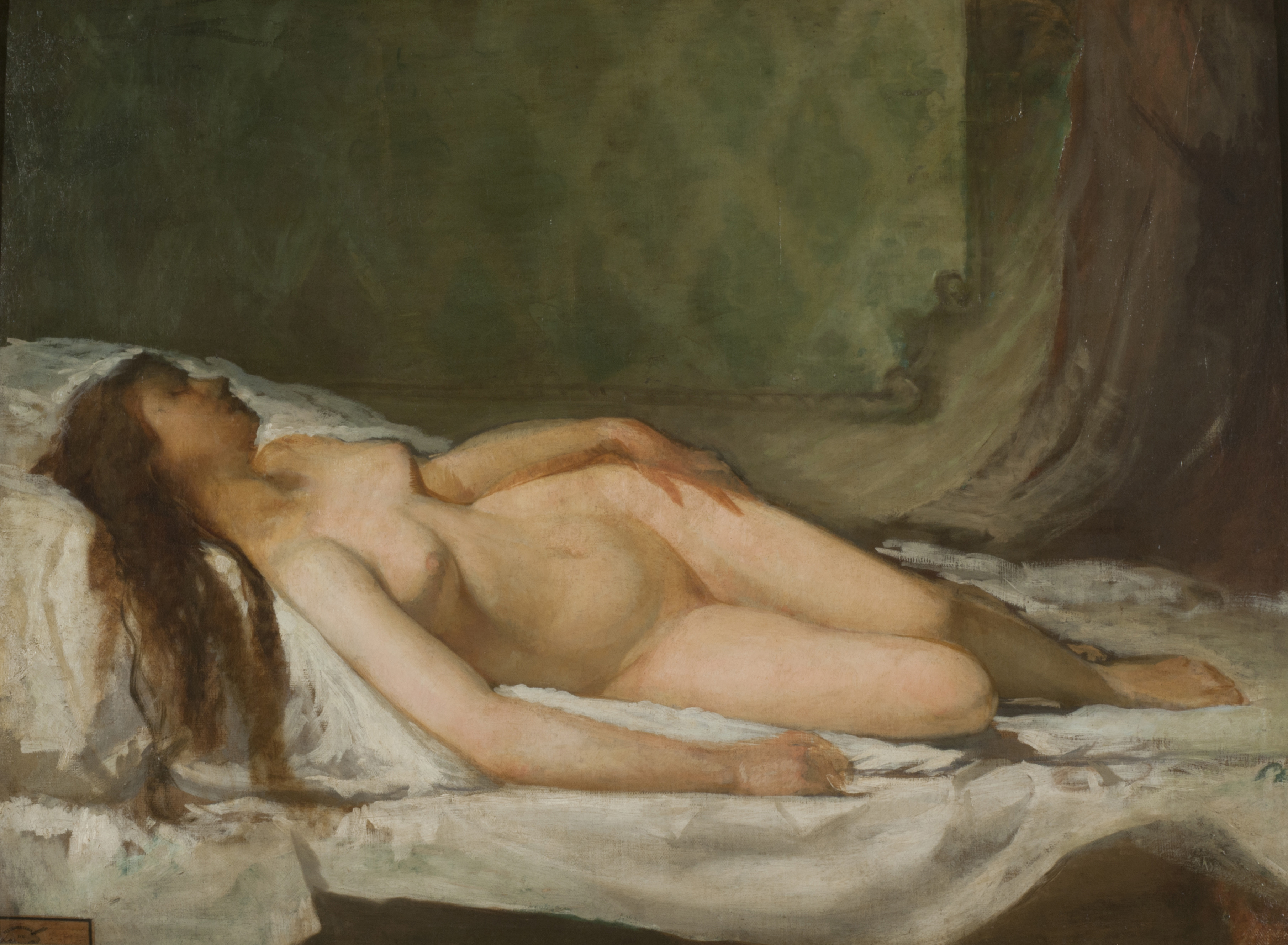
Сон обнажённой женщины. 1861. Национальный музей изящных искусств (Буэнос-Айрес)